# Jeune Fille en rose
Jeune Fille en rose est un tableau réalisé par le peintre français Henri Rousseau en 1906-1907. Cette huile sur toile est le portrait naif d'une jeune femme vêtue d'une robe rose pâle se tenant debout sur des pierres et devant un bois, deux chevrettes minuscules à ses pieds. Cette peinture est aujourd'hui conservée au Philadelphia Museum of Art, à Philadelphie.